# Duisitzkarsee
Duisitzkarsee är en sjö i Österrike.   Den ligger i förbundslandet Steiermark, i den centrala delen av landet, 230 km sydväst om huvudstaden Wien. Duisitzkarsee ligger 1 648 meter över havet.
Trakten runt Duisitzkarsee består i huvudsak av gräsmarker. Runt Duisitzkarsee är det glesbefolkat, med 20 invånare per kvadratkilometer.